# Nowe Tokary
Nowe Tokary (dodatkowa nazwa w j. kaszub. Nowé Tokarë) – część wsi kaszubskiej Tokary w Polsce, położona w województwie pomorskim, w powiecie kartuskim, w gminie Przodkowo, na obszarze Pojezierza Kaszubskiego, 1 km na zachód od drogi krajowej nr 20 ze Stargardu do Gdyni.
W latach 1975–1998 Nowe Tokary administracyjnie należały do województwa gdańskiego.